# Bodilpriset för bästa manliga huvudroll
Bodilpriset för bästa manliga huvudroll är ett filmpris vid den årliga Bodilprisutdelningen, som utdelas av Danske Filmkritikere, för bästa manliga filmprestation i en huvudroll. Priset delades ut första gången 1948. Liksom för övriga priser vid Bodilprisutdelningen kan domarna besluta att det inte finns några värdiga kandidater och inte dela ut något pris, vilket skett fem gånger i prisets historia.

## Prismottagare

### 1940-talet
| År   | Skådespelare    | Film               |
| ---- | --------------- | ------------------ |
| 1948 | Poul Reichhardt | Soldaten och Jenny |
| 1949 | Mogens Wieth    | Kampen mot orätten |

### 1950-talet
| År   | Skådespelare          | Film                   |
| ---- | --------------------- | ---------------------- |
| 1950 | Erik Mørk             | Susanne                |
| 1951 | Preben Lerdorff Rye   | Livet du gav mig       |
| 1952 |                       |                        |
| 1953 | Per Buckhøj           | Kärlekskarusell        |
| 1954 | Angelo Bruun          | Hendes store aften     |
| 1955 | Emil Hass Christensen | Ordet                  |
| 1956 | Ove Sprogøe           | På tro og love         |
| 1957 | Peter Malberg         | Ingen tid til kærtegn  |
| 1958 | Gunnar Lauring        | Krudt og klunker       |
| 1959 | Preben Lerdorff Rye   | En främling knackar på |

### 1960-talet
| År   | Skådespelare     | Film                     |
| ---- | ---------------- | ------------------------ |
| 1960 | Kjeld Petersen   | Vi är tokiga allihop     |
| 1961 | Henning Moritzen | Förälskad i Köpenhamn    |
| 1962 | John Price       | Duellen                  |
| 1963 | Jarl Kulle       | Den kära familjen        |
| 1964 | Ole Wegener      | Sextett                  |
| 1965 | Morten Grunwald  | Fem mand og Rosa         |
| 1966 | John Price       | Dårfinkarnas paradis     |
| 1967 | Per Oscarsson    | Svält                    |
| 1968 | Jesper Langberg  | Sådan er de alle         |
| 1969 | Jesper Klein     | Balladen om Carl-Henning |

### 1970-talet
| År   | Skådespelare       | Film                           |
| ---- | ------------------ | ------------------------------ |
| 1970 |                    |                                |
| 1971 | Paul Scofield      | Kong Lear                      |
| 1972 | Ove Sprogøe        | Den forsvundne fuldmægtig      |
| 1973 | Ole Ernst          | Flugten                        |
| 1974 | Dirch Passer       | Mig og Mafiaen                 |
| 1975 | Ove Sprogøe        | Olsen-bandens sidste bedrifter |
| 1976 |                    |                                |
| 1977 | Jens Okking        | Strømer                        |
| 1978 | Frits Helmuth      | Lille spejl                    |
| 1979 | Jesper Christensen | Hør, var der ikke en som lo?   |

### 1980-talet
| År   | Skådespelare          | Film                  |
| ---- | --------------------- | --------------------- |
| 1980 | Allan Olsen           | Johnny Larsen         |
| 1981 | Buster Larsen         | Jeppe på bjerget      |
| 1982 | Otto Brandenburg      | Gummi Tarzan          |
| 1983 | Ole Ernst             | Der er et yndigt land |
| 1984 | Peter Hesse Overgaard | Isfugle               |
| 1985 |                       |                       |
| 1986 |                       |                       |
| 1987 | Michael Falch         | Mord i mørket         |
| 1988 | Max von Sydow         | Pelle Erövraren       |
| 1989 | Ole Lemmeke           | Himmel og helvede     |

### 1990-talet
| År   | Skådespelare        | Film                 |
| ---- | ------------------- | -------------------- |
| 1990 | Frits Helmuth       | Dansen med Regitze   |
| 1991 | Tommy Kenter        | Lad isbjørnene danse |
| 1992 | Ole Lemmeke         | De nøgne træer       |
| 1993 | Søren Østergaard    | Kærlighedens smerte  |
| 1994 | Frits Helmuth       | Det forsømte forår   |
| 1995 | Ernst-Hugo Järegård | Riget                |
| 1996 | Ulf Pilgaard        | Farligt venskab      |
| 1997 | Max von Sydow       | Hamsun               |
| 1998 | Holger Juul Hansen  | Riget II             |
| 1999 | Ulrich Thomsen      | Festen               |

### 2000-talet
| År   | Skådespelare       | Film                   |
| ---- | ------------------ | ---------------------- |
| 2000 | Henrik Lykkegaard  | Bornholms stemme       |
| 2001 | Jesper Christensen | Bænken                 |
| 2002 | Jens Okking        | At klappe med én hånd  |
| 2003 | Jens Albinus       | At kende sandheden     |
| 2004 | Ulrich Thomsen     | Arven                  |
| 2005 | Mads Mikkelsen     | Pusher 2               |
| 2006 | Jesper Christensen | Drabet                 |
| 2007 | Nicolas Bro        | Offscreen              |
| 2008 | Jesper Asholt      | Kunsten at græde i kor |
| 2009 | Jakob Cedergren    | Frygtelig lykkelig     |

### 2010-talet
| År                   | Skådespelare               | Roll                      | Film |
| -------------------- | -------------------------- | ------------------------- | ---- |
| 2010                 |                            |                           |      |
| Willem Dafoe         | He                         | Antichrist                |      |
| Kristian Halken      | Vagn Bendtsen              | Oldboys                   |      |
| Cyron Bjørn Melville | Daniel                     | Vanvittig forelsket       |      |
| Lars Mikkelsen       | Martin Vinge               | Headhunter                |      |
| 2011                 |                            |                           |      |
| Pilou Asbæk          | Rune                       | R                         |      |
| Jakob Cedergren      | Nick                       | Submarino                 |      |
| David Dencik         | Jimmy                      | Broderskab                |      |
| Mikael Persbrandt    | Anton                      | Hævnen                    |      |
| Peter Plaugborg      | Nicks bror                 | Submarino                 |      |
| 2012                 |                            |                           |      |
| Nikolaj Lie Kaas     | Dirch Passer               | Dirch                     |      |
| Jesper Christensen   | Rikard Rheinwald           | En familie                |      |
| Anders W. Berthelsen | Christian                  | Superclásico              |      |
| 2013                 |                            |                           |      |
| Mikkel Boe Følsgaard | Christian den 7.           | En kongelig affære        |      |
| Pilou Asbæk          | Mikkel                     | Kapringen                 |      |
| Lars Mikkelsen       | Per                        | Viceværten                |      |
| Mads Mikkelsen       | Johann Friedrich Struensee | En kongelig affære        |      |
| Søren Malling        | Peter C. Ludvigsen         | Kapringen                 |      |
| 2014                 |                            |                           |      |
| Mads Mikkelsen       | Lucas                      | Jagten                    |      |
| Jakob Cedergren      | Johannes                   | Sorg og glæde             |      |
| Gustav Dyekjær Giese | Casper                     | Nordvest                  |      |
| Nicolas Bro          | Mogens Glistrup            | Spies & Glistrup          |      |
| Stellan Skarsgård    | Seligman                   | Nymphomaniac              |      |
| 2015                 |                            |                           |      |
| Henrik Birch         | Kesse                      | Klumpfisken               |      |
| Villads Boye         | Martin                     | Kapgang                   |      |
| Mikael Persbrandt    | Thomas Jacob               | En du elsker              |      |
| Uffe Rørbæk          | Jørgen                     | Det andet liv             |      |
| 2016                 |                            |                           |      |
| Roland Møller        | Sgt. Carl Rasmussen        | Under sandet              |      |
| Joachim Fjelstrup    | Eik Skaløe                 | Steppeulven               |      |
| Peter Plaugborg      | Poul Brink                 | Idealisten                |      |
| Pilou Asbæk          | Claus Michael Pedersen     | Krigen                    |      |
| Ulrich Thomsen       | Richard Møller Nielsen     | Sommeren ’92              |      |
| 2017                 |                            |                           |      |
| Søren Malling        | Kjeld                      | Forældre                  |      |
| David Dencik         | Arne Itkin                 | Fuglene over sundet       |      |
| Mikkel Boe Følsgaard | Thomas                     | De standhaftige           |      |
| Martin Buch          | Adam                       | Swinger                   |      |
| Ulrich Thomsen       | Erik                       | Kollektivet               |      |
| 2018                 |                            |                           |      |
| Dejan Čukić          | Claus                      | Fantasten                 |      |
| Mikkel Boe Følsgaard | Jørgen Hansen              | Den bedste mand           |      |
| Sebastian Jessen     | Kristian                   | Mens vi lever             |      |
| Elliott Crosset Hove | Emil                       | Vinterbrødre              |      |
| Dar Salim            | Zaid                       | Underverden               |      |
| 2019                 |                            |                           |      |
| Jakob Cedergren      | Asger Holm                 | Den skyldige              |      |
| Anders Matthesen     | Ternet Ninja (stemme)      | Ternet Ninja              |      |
| Ardalan Esmaili      | Esmail                     | Charmøren                 |      |
| Matt Dillon          | Jack                       | The House That Jack Built |      |
| Rasmus Bjerg         | John Mogensen              | Så længe jeg lever        |      |

### 2020-talet
| År                       | Skådespelare      | Roll                       | Film |
| ------------------------ | ----------------- | -------------------------- | ---- |
| 2020                     |                   |                            |      |
| Jesper Christensen       | Jens              | Før frosten                |      |
| Esben Smed               | Daniel Rye        | Ser du månen, Daniel       |      |
| Jacob Lohmann            | Markus Føns       | De frivillige              |      |
| Mohammed Ismail Mohammed | Zakaria           | Danmarks sønner            |      |
| Zaki Youssef             | Ali               | Danmarks sønner            |      |
| 2021                     |                   |                            |      |
| Mads Mikkelsen           | Martin            | Druk                       |      |
| Jacob Lohmann            | Mike Andersen     | Shorta                     |      |
| Mikkel Boe Følsgaard     | Thomas/Agnete     | En helt almindelig familie |      |
| Simon Sears              | Jens Høyer        | Shorta                     |      |
| Ulrich Thomsen           | Henrik Kauffmann  | Marcoeffekten              |      |
| 2022                     |                   |                            |      |
| Anders Matthesen         | Flera roller      | Ternet Ninja 2             |      |
| Alex Høgh Andersen       | Frederik          | Skyggen i mit øje          |      |
| Bertram Bisgaard         | Henry             | Skyggen i mit øje          |      |
| Nikolaj Coster-Waldau    | Carsten           | Smagen af sult             |      |
| Simon Bennebjerg         | Thorkild Bjørnvig | Pagten                     |      |